# Tmesipteris
Tmesipteris  é um género de plantas vasculares, um dos dois géneros na família Psilotaceae, na ordem Psilotales (sendo o outro Psilotum).
Tmesipteris encontra-se restringido a algumas áreas no Pacífico Sul, nomedamente Austrália (Tasmânia), Nova Zelândia e Nova Caledónia.
Na Nova Zelândia estas epífitas são relativamente comuns nas florestas húmidas temperadas de ambas as ilhas principais, onde podem ser encontradas na forma de frondes pontiagudas verde-escuras (com 10-15 de comprimento), frequentemente com esporângios mais claros em forma de saco na base daquelas. As frondes emergem diretamente dos tapetes de raízes fibrosos que cobrem os troncos de fetos Dicksonia e Cyathea.